# Пауэлл, Дуайт
Дуайт Пауэлл (англ. Dwight Harlan Powell; род. 20 июля 1991, Торонто) — канадский баскетболист. Был выбран под 45-м номером на драфте НБА 2014 года командой «Шарлотт Бобкэтс». Играет на позициях тяжёлого форварда и центрового. Выступает за команду Национальной баскетбольной ассоциации «Даллас Маверикс».

## Профессиональная карьера

### Бостон Селтикс (2014)
26 июня 2014 года Дуайт Пауэлл был выбран на драфте НБА 2014 года под общим 45-м номером командой «Шарлотт Бобкэтс». 12 июля права с драфта на Пауэлла вместе с Бренданом Хэйвудом были обменяны на Скотти Хопсона в «Кливленд Кавальерс». Он играл за «Кавальерс» в летней лиге НБА и 23 августа подписал «Кливлендом» контракт. 25 сентября был обменян в «Бостон Селтикс» вместе с Джоном Лукасом, Эриком Мерфи, Малкольмом Томасом и двумя драфт-пиками второго раунда на Кита Боганса и два драфт-пика второго раунда. Будучи игроком «Бостон Селтикс» Дуайт Пауэлл неоднократно выступал за клуб лиги развития НБА «Мэн Ред Клоз».

### Даллас Маверикс (2014—настоящее время)
18 декабря 2014 года Пауэлл перешёл из «Бостон Селтикс» вместе Рэджоном Рондо в «Даллас Маверикс» в обмен на Джея Краудера, Брэндана Райта, Джамира Нельсона, драфт-пик первого раунда, драфт-пик второго раунда. В оставшийся части сезона 2014/2015 он неоднократно выступал за клуб лиги развития НБА «Техас Лэджендс».
В июле 2015 года Дуайт Пауэлл выступал за «Даллас» в Летней лиги НБА 2015. 3 ноября 2015 года оформил первый дабл-дабл в карьере в матче с «Торонто Рэпторс» набрав 10 очков и 10 подборов. Четыре дня спустя Пауэлл впервые в карьере набрал 15 очков, к которым добавил 7 подборов, в поединке против Нью-Орлеан Пеликанс. 17 января 2016 года он повторил свой рекорд результативности 15 очков во встречи против Сан-Антонио Спёрс. 28 марта 2016 года Дуайт Пауэлл впервые в НБА вышел в стартовой пятерки и набрал 16 очков в матче против «Денвер Наггетс».
8 июля 2016 года подписал контракт с «Даллас Маверикс». 3 декабря 2016 года он набрал 17 очков в победе над «Чикаго Буллз» со счетом 107-82. 9 апреля 2017 года он набрал 21 очко в игре с «Финикс Санз».
3 января 2018 года Пауэлл набрал 21 очко в матче с «Голден Стэйт Уорриорз». 28 февраля 2018 года он вновь набрал 21 очко в матче с «Оклахома-Сити Тандер».
6 марта 2019 года Пауэлл набрал 26 очков в матче с «Вашингтон Уизардс». 3 апреля 2019 года он набрал 25 очков в матче с «Миннесотой Тимбервулвз».
6 июля 2019 года Пауэлл продлил контракт с «Маверикс».
4 декабря 2019 года Пауэлл набрал рекордные за сезон 24 очка, сделал пять подборов, четыре передачи, один перехват и два блока в матче с «Миннесотой Тимбервулвз». Он показал отличную результативность, реализовав 9 из 9 бросков с игры и 2 из 2 с трехочковой линии. После начала четвертой четверти Пауэлл получил травму левой руки и выбыл из игры.
21 января 2020 года в игре против «Лос-Анджелес Клипперс» Пауэлл получил травму ахиллова сухожилия, из-за которой он выбыл до конца сезона.
В сезоне 2021/22 Пауэлл стал одним из 4 игроков НБА, сыгравших все 82 матча за сезон, а также побил рекорд «Маверикс» по количеству точных попаданий без единого промаха — 18 в течение 4 игр.
9 июля 2023 года Пауэлл подписал новый контракт с «Маверикс». Пауэлл дошел до финала НБА 2024 года, где «Маверикс» уступили «Бостон Селтикс» в пяти матчах.

## Карьера в национальной сборной
24 мая 2022 года Пауэлл дал согласие на трехлетнее выступление за мужскую сборную Канады. Он был включен в состав сборной Канады на летние Олимпийские игры 2024 года в Париже.

## Достижения

### Сборная Канады
- Бронзовый призёр чемпионата мира: 2023

## Статистика

### Статистика в НБА
| Сезон                                                                                    | Команда | Регулярный сезон | Регулярный сезон | Регулярный сезон | Регулярный сезон | Регулярный сезон | Регулярный сезон | Регулярный сезон | Регулярный сезон | Регулярный сезон | Регулярный сезон | Регулярный сезон | Серия плей-офф | Серия плей-офф | Серия плей-офф | Серия плей-офф | Серия плей-офф | Серия плей-офф | Серия плей-офф | Серия плей-офф | Серия плей-офф | Серия плей-офф | Серия плей-офф |
| Сезон                                                                                    | Команда | GP               | GS               | MPG              | FG%              | 3P%              | FT%              | RPG              | APG              | SPG              | BPG              | PPG              | GP             | GS             | MPG            | FG%            | 3P%            | FT%            | RPG            | APG            | SPG            | BPG            | PPG            |
| ---------------------------------------------------------------------------------------- | ------- | ---------------- | ---------------- | ---------------- | ---------------- | ---------------- | ---------------- | ---------------- | ---------------- | ---------------- | ---------------- | ---------------- | -------------- | -------------- | -------------- | -------------- | -------------- | -------------- | -------------- | -------------- | -------------- | -------------- | -------------- |
| 2014/15                                                                                  | Бостон  | 5                | 0                | 1,8              | 80,0             | -                | 50,0             | 0,2              | 0,0              | 0,4              | 0,0              | 1,8              | Не участвовал  | Не участвовал  | Не участвовал  | Не участвовал  | Не участвовал  | Не участвовал  | Не участвовал  | Не участвовал  | Не участвовал  | Не участвовал  | Не участвовал  |
| 2014/15                                                                                  | Даллас  | 24               | 0                | 9,5              | 43,5             | 27,3             | 77,4             | 2,0              | 0,4              | 0,3              | 0,3              | 3,4              | 2              | 0              | 1,3            | 0,0            | -              | -              | 0,5            | 0,5            | 0,0            | 0,0            | 0,0            |
| 2015/16                                                                                  | Даллас  | 69               | 2                | 14,4             | 49,3             | 12,5             | 73,9             | 4,0              | 0,6              | 0,5              | 0,3              | 5,8              | 4              | 0              | 16,0           | 47,4           | 0,0            | 54,5           | 4,3            | 1,0            | 0,3            | 0,0            | 6,0            |
| 2016/17                                                                                  | Даллас  | 77               | 3                | 17,3             | 51,5             | 28,4             | 75,9             | 4,0              | 0,6              | 0,8              | 0,5              | 6,7              | Не участвовал  | Не участвовал  | Не участвовал  | Не участвовал  | Не участвовал  | Не участвовал  | Не участвовал  | Не участвовал  | Не участвовал  | Не участвовал  | Не участвовал  |
| 2017/18                                                                                  | Даллас  | 79               | 24               | 21,2             | 59,3             | 33,3             | 71,9             | 5,6              | 1,2              | 0,8              | 0,4              | 8,5              | Не участвовал  | Не участвовал  | Не участвовал  | Не участвовал  | Не участвовал  | Не участвовал  | Не участвовал  | Не участвовал  | Не участвовал  | Не участвовал  | Не участвовал  |
| 2018/19                                                                                  | Даллас  | 77               | 22               | 21,6             | 59,7             | 30,7             | 77,2             | 5,3              | 1,5              | 0,6              | 0,6              | 10,6             | Не участвовал  | Не участвовал  | Не участвовал  | Не участвовал  | Не участвовал  | Не участвовал  | Не участвовал  | Не участвовал  | Не участвовал  | Не участвовал  | Не участвовал  |
| 2019/20                                                                                  | Даллас  | 40               | 37               | 26,5             | 63,8             | 25,6             | 66,7             | 5,7              | 1,5              | 0,9              | 0,5              | 9,4              | Не участвовал  | Не участвовал  | Не участвовал  | Не участвовал  | Не участвовал  | Не участвовал  | Не участвовал  | Не участвовал  | Не участвовал  | Не участвовал  | Не участвовал  |
| 2020/21                                                                                  | Даллас  | 58               | 19               | 16,6             | 61,9             | 23,8             | 78,2             | 4,0              | 1,1              | 0,6              | 0,5              | 5,9              | 7              | 0              | 7,5            | 87,5           | -              | 83,3           | 1,9            | 0,9            | 0,3            | 0,0            | 2,7            |
| 2021/22                                                                                  | Даллас  | 82               | 71               | 21,9             | 67,1             | 35,1             | 78,3             | 4,9              | 1,2              | 0,5              | 0,5              | 8,7              | 18             | 18             | 13,8           | 62,9           | 0,0            | 60,9           | 2,6            | 0,2            | 0,2            | 0,3            | 3,2            |
| 2022/23                                                                                  | Даллас  | 76               | 64               | 19,2             | 73,2             | 0,0              | 66,7             | 4,1              | 0,9              | 0,6              | 0,3              | 6,7              | Не участвовал  | Не участвовал  | Не участвовал  | Не участвовал  | Не участвовал  | Не участвовал  | Не участвовал  | Не участвовал  | Не участвовал  | Не участвовал  | Не участвовал  |
| 2023/24                                                                                  | Даллас  | 63               | 9                | 13,3             | 67,9             | 33,3             | 70,8             | 3,4              | 1,3              | 0,4              | 0,3              | 3,3              | 13             | 0              | 3,4            | 33,3           | -              | 66,7           | 0,9            | 0,2            | 0,1            | 0,0            | 0,5            |
|                                                                                          | Всего   | 650              | 251              | 18,5             | 60,2             | 29,3             | 73,9             | 4,4              | 1,0              | 0,6              | 0,4              | 7,1              | 44             | 18             | 9,4            | 59,1           | 0,0            | 63,0           | 2,0            | 0,4            | 0,2            | 0,1            | 2,4            |
| Наведите курсор мыши на аббревиатуры в заголовке таблицы, чтобы прочесть их расшифровку. |         |                  |                  |                  |                  |                  |                  |                  |                  |                  |                  |                  |                |                |                |                |                |                |                |                |                |                |                |

### Статистика в Джи-Лиге
| Сезон                                                                                    | Команда        | Регулярный сезон | Регулярный сезон | Регулярный сезон | Регулярный сезон | Регулярный сезон | Регулярный сезон | Регулярный сезон | Регулярный сезон | Регулярный сезон | Регулярный сезон | Регулярный сезон | Серия плей-офф | Серия плей-офф | Серия плей-офф | Серия плей-офф | Серия плей-офф | Серия плей-офф | Серия плей-офф | Серия плей-офф | Серия плей-офф | Серия плей-офф | Серия плей-офф |
| Сезон                                                                                    | Команда        | GP               | GS               | MPG              | FG%              | 3P%              | FT%              | RPG              | APG              | SPG              | BPG              | PPG              | GP             | GS             | MPG            | FG%            | 3P%            | FT%            | RPG            | APG            | SPG            | BPG            | PPG            |
| ---------------------------------------------------------------------------------------- | -------------- | ---------------- | ---------------- | ---------------- | ---------------- | ---------------- | ---------------- | ---------------- | ---------------- | ---------------- | ---------------- | ---------------- | -------------- | -------------- | -------------- | -------------- | -------------- | -------------- | -------------- | -------------- | -------------- | -------------- | -------------- |
| 2014/15                                                                                  | Мэн Ред Клоз   | 4                | 4                | 32,1             | 59,3             | 0,0              | 69,6             | 10,5             | 1,5              | 1,3              | 0,8              | 21,5             | Не участвовал  | Не участвовал  | Не участвовал  | Не участвовал  | Не участвовал  | Не участвовал  | Не участвовал  | Не участвовал  | Не участвовал  | Не участвовал  | Не участвовал  |
| 2014/15                                                                                  | Техас Лэджендс | 8                | 8                | 37,8             | 60,0             | 44,0             | 71,4             | 9,4              | 3,3              | 0,8              | 1,3              | 28,3             | Не участвовал  | Не участвовал  | Не участвовал  | Не участвовал  | Не участвовал  | Не участвовал  | Не участвовал  | Не участвовал  | Не участвовал  | Не участвовал  | Не участвовал  |
|                                                                                          | Всего          | 12               | 12               | 35,9             | 59,8             | 39,3             | 70,8             | 9,8              | 2,7              | 0,9              | 1,1              | 26,0             | Не участвовал  | Не участвовал  | Не участвовал  | Не участвовал  | Не участвовал  | Не участвовал  | Не участвовал  | Не участвовал  | Не участвовал  | Не участвовал  | Не участвовал  |
| Наведите курсор мыши на аббревиатуры в заголовке таблицы, чтобы прочесть их расшифровку. |                |                  |                  |                  |                  |                  |                  |                  |                  |                  |                  |                  |                |                |                |                |                |                |                |                |                |                |                |

### Статистика в NCAA
| Сезон | Команда  | Conf   | Class | GP  | GS  | MPG  | FG%  | 3P%  | FT%  | RPG | APG | SPG | BPG | PPG  |
| --- | -------- | ------ | ----- | --- | --- | ---- | ---- | ---- | ---- | --- | --- | --- | --- | ---- |
| 2010/11 | Стэнфорд | Pac-10 | FR    | 31  | 24  | 24,4 | 47,1 | 28,0 | 68,3 | 5,2 | 1,0 | 0,8 | 0,9 | 8,1  |
| 2011/12 | Стэнфорд | Pac-12 | SO    | 35  | 11  | 17,5 | 45,3 | 5,9  | 70,5 | 4,6 | 0,7 | 0,8 | 0,6 | 5,8  |
| 2012/13 | Стэнфорд | Pac-12 | JR    | 34  | 34  | 30,4 | 46,7 | 45,5 | 79,6 | 8,4 | 2,1 | 0,8 | 1,1 | 14,9 |
| 2013/14 | Стэнфорд | Pac-12 | SR    | 36  | 36  | 32,4 | 46,2 | 25,6 | 68,7 | 6,9 | 3,1 | 1,3 | 0,8 | 14,0 |
| Всего | Всего    | Всего  | Всего | 136 | 105 | 26,2 | 46,4 | 28,9 | 72,2 | 6,3 | 1,8 | 0,9 | 0,9 | 10,8 |
| Наведите курсор мыши на аббревиатуры в заголовке таблицы, чтобы прочесть их расшифровку Статистика приведена с сайта sports-reference.com |          |        |       |     |     |      |      |      |      |     |     |     |     |      |